# Stenandrium wrightii
Stenandrium wrightii är en akantusväxtart som beskrevs av Gustav Lindau. Stenandrium wrightii ingår i släktet Stenandrium och familjen akantusväxter. Inga underarter finns listade i Catalogue of Life.